# Campionat de la RDA d'enduro
El Campionat de la RDA d'enduro (en alemany: DDR Endurosport-Meisterschaft) fou la màxima competició d'enduro que es disputà a l'antiga República Democràtica Alemanya. El 1952 va ser el primer any que es van premiar els millors esportistes dins la modalitat de l'enduro a la RDA, per bé que aleshores simplement es va publicar la llista dels pilots que van guanyar una sola cursa, la "Rund um Chemnitz", dins de cada cilindrada. A partir de 1953, aquests pilots ja van rebre el títol de "campió de la RDA" (DDR-Meister). El campionat es va celebrar anualment des d'aleshores fins al 1990, l'any de la reunificació alemanya. Fins a finals de la dècada del 1970, l'enduro s'anomenava en alemany "Geländesport". Fou a començaments de la dècada següent quan aquesta modalitat va adoptar el nom actual arreu d’Europa, d'acord amb la unificació de nomenclatura promoguda per la FIM.
Els pilots que participaven al campionat els proporcionaven els clubs esportius -tant civils com militars-, la GST (Gesellschaft für Sport und Technik, "Associació per als Esports i la Tecnologia") i les dues fàbriques de motocicletes que hi havia a la RDA: Simson i MZ. Entre els anys 1960 i 1967, per tal d'equilibrar les diferències de nivell entre els pilots de club i els pilots de fàbrica, els resultats dels darrers no es van comptabilitzar al campionat. A partir de 1977, com que encara hi havia grans diferències en la tecnologia, l'aptitud física i l'entrenament entre els uns i els altres, es van introduir dues noves classes per als pilots de fàbrica, enquadrades dins l'anomenada "Spezialtechnik" ("tecnologia especial").
Alemanya, tant l'antiga RDA com la RFA, ha estat històricament el principal focus d'activitat pel que fa a l'enduro juntament amb Itàlia. A la RDA, el 1955 s'hi va crear una de les proves més emblemàtiques d'aquesta modalitat, la Rund um Zschopau, la qual esdevingué ben aviat una de les competicions internacionals d'enduro més prestigioses, al costat de la Valli Bergamasche italiana, fora dels Sis Dies Internacionals.

## Llista de guanyadors
Fonts:
Abreviatures
| - "BSG LDM": BSG Lok Dresden Mitte - "Dresden-N": Dresden-Niedersedlitz - "IFA KMS": IFA Karl-Marx-Stadt - "MC WKMS": MC Wismut Karl-Marx-Stadt | - "MC MZ": MC Motorradwerk Zschopau - "MZ-SZ": MZ-Sportabteilung Zschopau - "S Simson S": Sportabteilung Simson Suhl |

### Primera etapa (1952-1963)
| Any  | 125 cc                    | 175 cc | 250 cc                      | 350 cc                        | 500 cc                           |
| ---- | ------------------------- | ------ | --------------------------- | ----------------------------- | -------------------------------- |
| 1952 | Helmut Eisner (Dresden-N) | -      | Hans Timsris (Empor Erfurt) | Heinz Patzelt (GST Spremberg) | Erwin Wertschütz (Motor Görlitz) |

| Any  | 125 cc                                    | 175 cc                                     | 250 cc                                    | 350 cc                                     |
| ---- | ----------------------------------------- | ------------------------------------------ | ----------------------------------------- | ------------------------------------------ |
| 1953 | Eduard Bendel (Greiz)                     | -                                          | Rolf Neubert (BSG LDM - AWO 425)          | Kurt Kämpf (IFA KMS - IFA BK 350)          |
| 1954 | Rudolf Meixner (IFA KMS - IFA RT 125)     | -                                          | Woldemar Lange (BSG LDM - DKW NZ 250)     | Walter Fähler (Dresden - IFA BK 350)       |
| 1955 | Helfried Kirsten (Dresden-N - IFA RT 125) | Kurt Schulz (Berlin - Jawa)                | Gottfried Pohlan (S Simson S - AWO)       | Walter Fähler (Dresden - IFA BK 350)       |
| 1956 | Hans Fischer (MZ S Z)                     | Wolfgang Wieder (Berlin - Jawa)            | Walter Winkler (MZ-SZ)                    | Hellmuth Hermann (MZ-SZ)                   |
| 1957 | Siegfried Uhlig (Zschopau)                | Berthold Trappe (Potsdam - Jawa)           | Hans Fischer (MZ-SZ)                      | Günther Clarinc (S Simson S)               |
| 1958 | Manfred Lehmann (Dynamo Dresden)          | Karl-Heinz Schmieder (ASK Vorwärts Berlin) | Lothar Bock (S Simson S)                  | Fred Willamowski (ASK Vorwärts Berlin)     |
| 1959 | Günter Kempte (MC Zschopau)               | Werner Salevsky (MZ-SZ)                    | Horst Liebe (MZ-SZ)                       | Erich Kypke (ASK Vorwärts Potsdam)         |
| 1960 | Klaus Halser (MC Zschopau)                | Werner Heuer (GST-Zentralmannschaft)       | Walter Becker (GST-Zentralmannschaft)     | Hans-Joachim Wilke (GST-Zentralmannschaft) |
| 1961 | Klaus Halser (MC Zschopau)                | Peter Uhlig (ASK Vorwärts Berlin)          | Horst Lohr (Zschopau)                     | Günter Baumann (ASK Vorwärts Berlin)       |
| 1962 | Günter Kempte (MC Zschopau)               | Peter Uhlig (ASK Vorwärts Berlin)          | Erich Reichenbach (GST-Zentralmannschaft) | Hans-Joachim Wilke (GST-Zentralmannschaft) |
| 1963 | Klaus Halser (ASK Vorwärts Leipzig)       | Peter Uhlig (ASK Vorwärts Leipzig)         | Hans Weber (ASK Vorwärts Leipzig)         | Günter Baumann (ASK Vorwärts Leipzig)      |

### Segona etapa (1964-1976)
| Any  | 50 cc                               | 75 cc                               | 125 cc                              | 175 cc                                   | 250 cc                                    | 350 cc                                  |
| ---- | ----------------------------------- | ----------------------------------- | ----------------------------------- | ---------------------------------------- | ----------------------------------------- | --------------------------------------- |
| 1964 | Siegfried Rauhut (MC Dynamo Erfurt) | -                                   | Klaus Halser (ASK Vorwärts Leipzig) | Peter Uhlig (ASK Vorwärts Leipzig)       | Erich Reichenbach (GST-Zentralmannschaft) | Günter Baumann (ASK Vorwärts Leipzig)   |
| 1965 | Siegfried Rauhut (MC Dynamo Erfurt) | Conrad Seemann (GST-Kernmannschaft) | Klaus Halser (ASK Vorwärts Leipzig) | Peter Uhlig (ASK Vorwärts Leipzig)       | Hans Weber (ASK Vorwärts Leipzig)         | Klaus Teuchert (ASK Vorwärts Leipzig)   |
| 1966 | Werner Schäfer (GST-Kernmannschaft) | Rolf Uhlig (ASK Vorwärts Leipzig)   | Gert Friedrich (MC Zschopau)        | Peter Uhlig (ASK Vorwärts Leipzig)       | Hans Weber (ASK Vorwärts Leipzig)         | Günter Baumann (ASK Vorwärts Leipzig)   |
| 1967 | Werner Schäfer (MC GST)             | Rolf Uhlig (ASK Vorwärts Leipzig)   | Rainer Matschek (MC GST)            | Peter Uhlig (ASK Vorwärts Leipzig)       | Hans Weber (ASK Vorwärts Leipzig)         | Klaus Teuchert (ASK Vorwärts Leipzig)   |
| 1968 | Ewald Schneidewind (MC Simson Suhl) | Lothar Schünemann (MC Simson Suhl)  | E. Sauer (GST MC)                   | Peter Uhlig (ASK Vorwärts Leipzig)       | Werner Salevsky (MC MZ)                   | Klaus Teuchert (ASK Vorwärts Leipzig)   |
| 1969 | Ewald Schneidewind (MC Simson Suhl) | Manfred Stein (GST MC)              | Dieter Salevsky (S Simson S)        | Peter Uhlig (ASK Vorwärts Leipzig)       | Werner Salevsky (MC MZ)                   | Karlheinz Wagner (MZ-SZ)                |
| 1970 | Rudolf Jenak (S Simson S)           | Rolf Uhlig (ASK Vorwärts Leipzig)   | M. Peters (Vorwärts Kamenz)         | Peter Uhlig (ASK Vorwärts Leipzig)       | Frank Schubert (MZ-SZ)                    | Fred Willamowski (ASK Vorwärts Leipzig) |
| 1971 | Rudolf Jenak (S Simson S)           | Lothar Schünemann (S Simson S)      | Dieter Salevsky (S Simson S)        | Johannes Reger (MC Zwickau)              | Werner Salevsky (MZ-SZ)                   | Fred Willamowski (ASK Vorwärts Leipzig) |
| 1972 | Thomas Fröbel (MC Dynamo Suhl)      | Ewald Schneidewind (S Simson S)     | Rudolf Jenak (S Simson S)           | Günter Schulze (Dynamo Berlin-Adlershof) | Werner Salevsky (MZ-SZ)                   | Fred Willamowski (ASK Vorwärts Leipzig) |
|      | 50 cc                               | 75 cc                               | 125 cc                              | 175 cc                                   | 250 cc                                    | +250 cc                                 |
| 1973 | Frank Jung (MC Dynamo Suhl)         | Gerhard Haatz (VEB Simson Suhl)     | Rudolf Jenak (VEB Simson Suhl)      | Wolfgang Grimmer (MC Dynamo Adlershof)   | Reinhard Fischer (MC Dynamo Erfurt)       | Uwe Köthe (ASK Vorwärts Leipzig)        |
| 1974 | Lothar Schünemann (MC Dynamo Suhl)  | Ewald Schneidewind (S Simson S)     | Dieter Salevsky (S Simson S)        | Klaus Wieland (GST MZ)                   | Frank Schubert (MZ-SZ)                    | Fred Willamowski (ASK Vorwärts Leipzig) |
| 1975 | Harald Neuhaus (MC Dynamo Suhl)     | Ewald Schneidewind (MC Dynamo Suhl) | Gerhard Haatz (MC Simson Suhl)      | Klaus Wieland (GST MZ)                   | Frank Schubert (MZ-SZ)                    | Manfred Jäger (MC MZ)                   |
| 1976 | Lothar Schünemann (MC Dynamo Suhl)  | Ewald Schneidewind (MC Simson Suhl) | Bernd Lämmel (MC Simson Suhl)       | Günter Maurer (MC MZ)                    | Frank Schubert (MZ-SZ)                    | Manfred Jäger (MC MZ)                   |

### Tercera etapa (1977-1990)
| Any  | 50 cc                              | 75 cc                                | 175 cc                                   | +175 cc                            | Spezialtechnik                   | Spezialtechnik                     |
| Any  | 50 cc                              | 75 cc                                | 175 cc                                   | +175 cc                            | 175 cc                           | +175 cc                            |
| ---- | ---------------------------------- | ------------------------------------ | ---------------------------------------- | ---------------------------------- | -------------------------------- | ---------------------------------- |
| 1977 | Fred Henkel (MC Dynamo Suhl)       | Günter Maurer (MC Dynamo Erfurt Süd) | Walter Hübler (GST MZ)                   | Uwe Klaumünzer (MC MZ)             | Bernd Lämmel (MC Simson Suhl)    | Manfred Jäger (MC MZ)              |
|      | 50 cc                              | 75 cc                                | 250 cc                                   | 350 cc                             | 175 cc                           | +175 cc                            |
| 1978 | Lothar Schünemann (MC Dynamo Suhl) | Günter Maurer (MC Dynamo Erfurt Süd) | Klaus Wieland (MC WKMS)                  | Uwe Klaumünzer (MC MZ)             | Bernd Lämmel (MC Simson Suhl)    | Harald Sturm (MC MZ)               |
| 1979 | -                                  | Manfred Werner (MC Simson Suhl)      | Michael Schöne (MC WKMS)                 | Günter Maurer (MC MZ)              | Bernd Lämmel (MC Simson Suhl)    | Frank Schubert (MC MZ)             |
| 1980 | -                                  | Eberhard Müller (MC Dynamo Suhl)     | Volker Hartrampf (MC Dynamo Erfurt Süd)  | Gunter Gerlach (GST MZ Zschopau)   | Rolf Hübler (MC Simson Suhl)     | Harald Sturm (MC MZ)               |
|      |                                    | 75 cc                                | 250 cc                                   | 350 cc                             | 125 cc                           | +125 cc                            |
| 1981 | -                                  | Eberhard Müller (MC Dynamo Suhl)     | Cap classificat                          | Gunter Gerlach (GST MZ Zschopau)   | Bernd Lämmel (MC Simson Suhl)    | Harald Sturm (MC MZ)               |
|      |                                    | 75 cc                                | 250 cc                                   | 500 cc                             | 125 cc                           | 500 cc                             |
| 1982 | -                                  | Eberhard Müller (MC Dynamo Suhl)     | Volker Hartrampf (MC Dynamo Erfurt Süd)  | Cap classificat                    | Gunter Gerlach (GST MZ Zschopau) | Jochen Schützler (MC MZ)           |
| 1983 | -                                  | Frank Schmeck (MC Dynamo Potsdam)    | Matthias Lehmberg (MC Dynamo Erfurt Süd) | Volker Hartrampf (GST MZ)          | Rolf Hübler (MC Simson Suhl)     | Frank Schubert (MC MZ)             |
| 1984 | -                                  | Peter Kern (MC Dynamo Suhl)          | Thomas Großer (MC Dynamo Erfurt Süd)     | Volker Hartrampf (GST MZ)          | Rolf Hübler (MC Simson Suhl)     | Uwe Weber (MC MZ)                  |
| 1985 | -                                  | Frank Schmeck (MC Dynamo Potsdam)    | Thomas Großer (MC Dynamo Erfurt Süd)     | Volker Hartrampf (GST MZ)          | Rolf Hübler (MC Simson Suhl)     | Harald Sturm (MC MZ)               |
| 1986 | -                                  | Cap classificat                      | Thomas Großer (MC Dynamo Erfurt Süd)     | Andreas Hengst (MC Dynamo Erfurt)  | Rolf Hübler (MC Simson Suhl)     | Uwe Weber (MC MZ)                  |
|      |                                    | 150 cc                               | 250 cc                                   | 500 cc                             | 125 cc                           | +125 cc                            |
| 1987 | -                                  | Mike Kallenbach (GST EOS Gerstungen) | André Fischer (MC Dynamo Erfurt)         | Thomas Bieberbach (MC Simson Suhl) | Jens Grüner (MC MZ)              | Andreas Krebs (MC Carl Zeiss Jena) |
| 1988 | -                                  | Andreas Krebs (MC Carl Zeiss Jena)   | Uwe Franz (MC Dynamo Erfurt)             | André Fischer (MC Dynamo Erfurt)   | Danilo Pörschke (MC Simson Suhl) | Jens Grüner (MC MZ)                |
| 1989 | -                                  | -                                    | René Coburger (MC Dynamo Suhl)           | André Fischer (MC Dynamo Erfurt)   | Mike Kallenbach (MC Simson Suhl) | Jens Scheffler (MC MZ)             |
| 1990 | -                                  | -                                    | -                                        | Uwe Franz (MC Dynamo Erfurt)       | Patrick Heß (MC Simson Suhl)     | Mike Sydow (MC MZ)                 |

## Estadístiques

### Campions amb més de 3 títols
| Pilot              | Títols                                            |
| ------------------ | ------------------------------------------------- |
| Peter Uhlig        | 10 (10 x 175cc)                                   |
| Ewald Schneidewind | 6 (4 x 75cc, 2 x 50cc)                            |
| Frank Schubert     | 6 (1 x 500cc, 1 x +175 cc, 4 x 250cc)             |
| Klaus Halser       | 5 (5 x 125 cc)                                    |
| Volker Hartrampf   | 5 (3 x 500cc, 1 x 250cc, 1 x 175 cc)              |
| Rolf Hübler        | 5 (1 x 175cc sp., 4 x 125cc sp.)                  |
| Bernd Lämmel       | 5 (3 x 175cc sp., 1 x 125cc sp., 1 x 125cc)       |
| Werner Salevsky    | 5 (4 x 250cc, 1 x 175cc)                          |
| Lothar Schünemann  | 5 (2 x 75cc, 3 x 50cc)                            |
| Fred Willamowski   | 5 (4 x 350cc, 1 x +250cc)                         |
| Günter Baumann     | 4 (4 x 350cc)                                     |
| Rudolf Jenak       | 4 (2 x 125cc, 2 x 50cc)                           |
| Günter Maurer      | 4 (1 x 350cc, 1 x 175cc, 2 x 75cc)                |
| Harald Sturm       | 4 (1 x 500cc sp., 2 x +175cc sp., 1 x +125cc sp.) |
| Hans Weber         | 4 (4 x 250cc)                                     |